# ISO 639-6
ISO 639-6:2009《表示语言名称的代码——第六部分：所有语言变体的4字母代码》是ISO 639语言编码标准的最后一部分，2009年11月17日发表。负责管理ISO 639-6代码的机构是GeoLang。
由于4字母编码空间巨大，ISO 639-6可以表示非常细微的差别。例如北京官话的京师片（jghi）、怀承片（heng）和朝峰片（cofg）有各自不同的代码。
此標準於2009年1月7日發表，因出于对其实用性和可维护性的考虑而在2014年11月25日撤回廢棄。